# نیبیونو
نیبیونو (به ایتالیایی: Nibionno) یک کومونه در ایتالیا است که در استان لکو واقع شده‌است.

## خصوصیات
نیبیونو ۳٫۶ کیلومترمربع مساحت و ۳٬۶۴۱ نفر جمعیت دارد و ۳۰۶ متر بالاتر از سطح دریا واقع شده‌است.